# Георгій Василько фон Серетський
Георгій Василько фон Серетський (17 лютого 1864, Берегомет — 24 березня 1940, Чернівці) — австро-угорський політичний діяч румунського походження, посол до Райхсрату (1895—1904).

## Життєпис

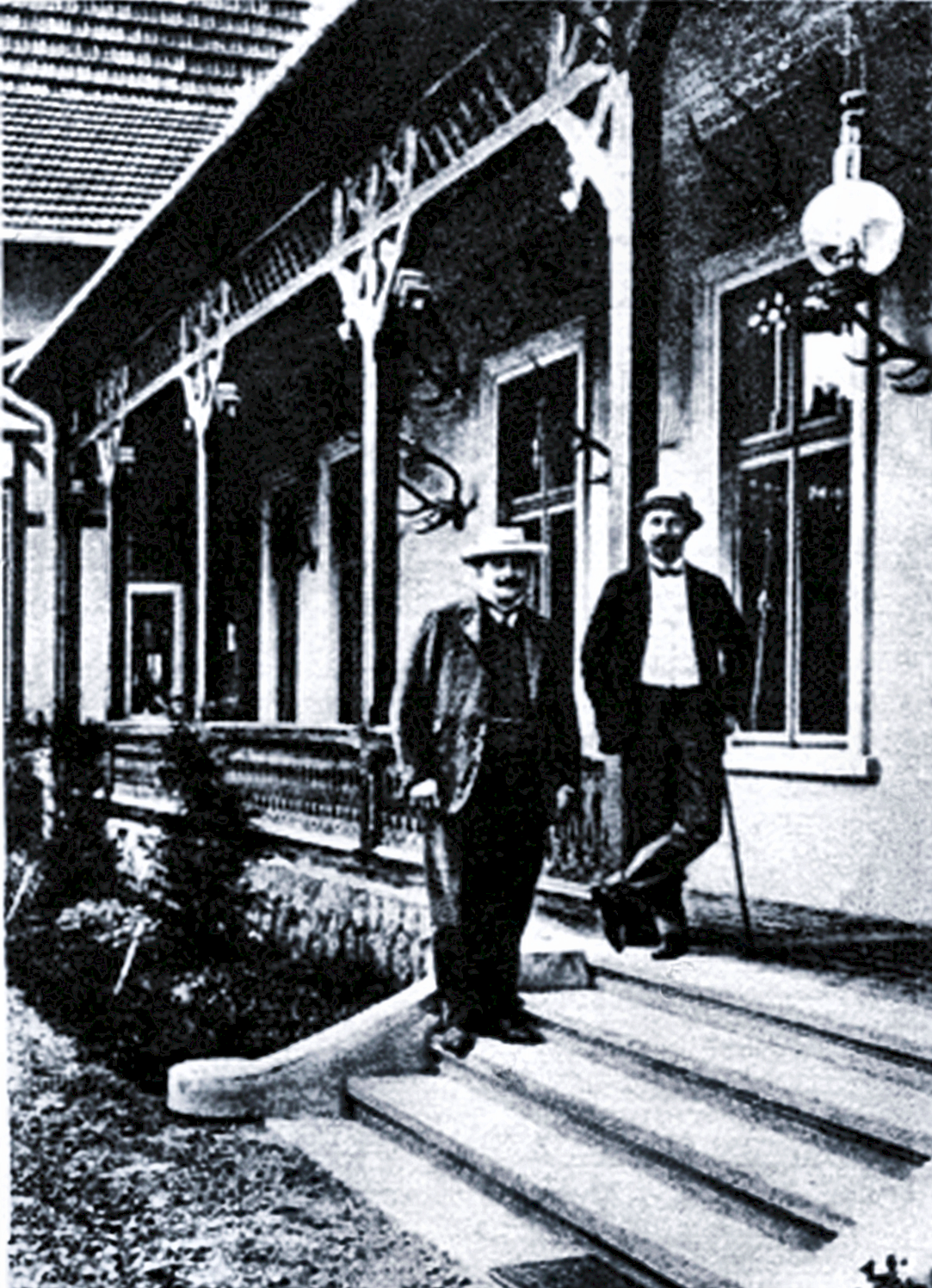
намісник Буковини Конрад цу Гогенлое-Шіллінгсфюрст з Георгієм Василько фон Серетськимв Берегометі у 1904 році

Народився 17 лютого 1864 року в батьківському маєтку у містечку Берегомет Австрійської імперії. Був одним із чотирьох синів барона Олександра Василько де Серетський.

## Нагороди
- Великий хрест ордена Франца Йосифа (1911)[1]
- Лицарський хрест ордена Леопольда (1901)[2]
- Великий хрест ордена Зірки Румунії